# Abdulmajidia chaniana
Abdulmajidia chaniana är en tvåhjärtbladig växtart som beskrevs av Timothy Charles Whitmore. Abdulmajidia chaniana ingår i släktet Abdulmajidia och familjen Lecythidaceae. IUCN kategoriserar arten globalt som sårbar. Inga underarter finns listade i Catalogue of Life.